# Kamil Haťapka
Kamil Haťapka (* 3. března 1932 Spišská Nová Ves) je bývalý československý/slovenský trenér závodní cyklistiky, politik za Slovenskou národní stranu, po sametové revoluci československý poslanec Sněmovny národů Federálního shromáždění, v 90. letech poslanec Národní rady SR a diplomat.

## Biografie
Vystudoval Průmyslovou školu přesné mechaniky a optiky v Přerově. V mládí ho zajímal lední hokej, ale od patnácti let začal s cyklistikou, které se potom věnoval celý život. Absolvoval trenérskou školu na Institutu tělesné výchovy a sportu v Praze (od roku 1965 Fakulta tělesné výchovy a sporu Univerzity Karlovy – FTVS UK). V listopadu 1961 patřil mezi zakladatele cyklistického oddílu Inter Slovnaft Bratislava. Působil jako svazový kapitán a/nebo trenér reprezentačního družstva silničních cyklistů Československa v letech 1969–1971 a 1985–1987. Pod jeho vedením získalo družstvo stříbrné medaile v silničním závodě družstev na MS v roce 1970 v britském Leicesteru a v roce 1985 v italském Giavera del Montello a také Vlastimil Moravec vítězství v Závodě míru v roce 1972. Měl podíl i na dalších úspěších v 70. a 80. letech 20. století. Jako trenér působil i v zahraničí (Maďarsku). Byl předsedou Slovenského svazu cyklistiky a dlouhodobě ředitelem cyklistického závodu Okolo Slovenska. Byl mu udělen titul Legenda slovenské cyklistiky.
Proslul neortodoxními trenérskými metodami a kontroverzními výroky – např. "Všichni cyklisti jsou gauneři, protože jinak by nemohli vyhrávat."
V letech 2008–2010 byl členem dozorčí rady Slovenského olympijského výboru. Státní bezpečnost ho evidovala jako agenta a důvěrníka (krycí jméno ŤAPKA).
Po sametové revoluci se angažoval politicky. Ve volbách roku 1992 byl za SNS zvolen do slovenské části Sněmovny národů. Ve Federálním shromáždění setrval do zániku Československa v prosinci 1992. Uvádí se bytem Borinka. V parlamentních volbách na Slovensku roku 1994 byl zvolen poslancem Národní rady Slovenské republiky. V NR SR působil jako předseda výboru pro vzdělání, vědu, kulturu a sport. Trvale se snažil prosadit zřízení ministerstva sportu. V parlamentu zasedal do roku 1996, kdy odešel do diplomatických služeb a stal se radou velvyslanectví Slovenska v Mexiku. Nahradil ho pak Miroslav Michalec. V diplomatických službách působil do roku 1999. Byl mu udělen Řád Andreje Hlinky.